# 上帝掷骰子吗？量子物理史话
《上帝掷骰子吗？量子物理史话》是曹天元所著的科普图书。该书从2003年起开始在网络上连载，出版后大受欢迎，长期处于中国本土科普类书籍畅销排行榜前列，甚至被称为“中国的《时间简史》”。全书以通俗的笔法，描述了量子物理学的发展史。

## 内容
第一章“黄金时代”从赫兹对电磁波的发现讲起，回顾了光的波动说和粒子说争议的历史。作者将19世纪末称为物理学的黄金时代(第25页)，并称赫兹的实验将经典物理学推向了顶峰。(第24页)
在第二章“乌云”中，作者援引开尔文的比喻，提到了“在物理学阳光灿烂的天空中漂浮着”的“两朵小乌云”(第30页)，即迈克尔逊-莫雷实验，以及黑体辐射实验和理论的不一致。他承接着第二朵“乌云”，描述了1900年普朗克得到黑体公式和引入量子概念的过程。
第三章“火流星”首先写爱因斯坦从普朗克的量子假设出发，解释了光电效应。作者把1905年称为“奇迹年”，他幽默地称爱因斯坦这一年的工作“至少配得上3个诺贝尔奖”。(第65页)之后又描绘了玻尔理论的诞生过程，称玻尔宣告量子力学“进入了青年时代”。(第81页)此外，本章还提及了第一次索尔维会议。
第四章“白云生处”在指出玻尔理论的所遭遇的困难后，描述了德布罗意的物质波假说。然后，将1920年代中叶物理学界的迷茫，比喻为“第三次波粒战争”。(第105页)
第五章“曙光”和第六章“殊途同归”写海森堡和薛定谔为了解决玻尔模型的困难，从两个不同的方向出发，分别得到了矩阵力学和薛定谔波动方程。其中第六章还讨论了决定论和概率论的分歧。
第七章“不确定性”讲到不确定性原理的发现以及波粒二象性的提出，这两者与波恩的概率解释共同构成了哥本哈根解释的核心。(第179页)
第八章“决战”以一种戏剧性的方式描写玻尔和爱因斯坦的争论，重点叙述了第五次索尔维会议上两人的论战。随后又讲到了“科学史上著名的怪异现象之一”的“薛定谔的猫”对哥本哈根解释的挑战。(第218页)这在第九章“歧途”得到了继续讨论，作者提到了“维格纳的朋友”并大量探讨了关于意识的问题。随后，作者又描述了量子力学的另一种解释，多世界诠释。
第十章“回归经典”写到“量子自杀”实验对多世界诠释的质疑后，讨论了隐变量理论。作者又通过一系列简化的数学推导，向读者展示了贝尔不等式，并称它是“宇宙中最为神秘和深刻的定理之一”。(第280页)本章还介绍了量子计算机。
第十一章“不等式的判决”从贝尔不等式出发，描述了量子纠缠现象。在确定定域的隐变量理论不存在后，作者简要介绍了系综诠释和GRW理论。
最后，在第十二章“新探险”中，作者简单介绍了近现代的量子力学，提到了量子退相干、大统一理论、弦论、M理论等。作者还讲到了霍金打赌的轶事。(第332页)
除了正文外，本书还包含了目录、序言、尾声、后记、参考资料、人名索引，以及一个讲述了海森堡与德国原子弹计划的故事的“外一篇”。

## 评价
《东方早报》书评作者彭蹦称此书“把高深莫测的量子物理产生、发展的故事，用极富文采的语言讲了出来”，“像武侠小说一样精彩”。中国科普作家协会的张晓磊则称，在作者的笔下，“教科书上不苟言笑、高不可攀的科学家变得嬉笑怒骂、有血有肉，撼动传统物理学基石的颠覆性的发现是那样险象环生又浑然天成。”

## 获奖情况
- 2006年，获“科学时报读书杯科普佳作奖”。[參⁠ 7]
- 2008年，获第三届“国家图书馆文津图书奖”。[參⁠ 3][參⁠ 8]
- 2013年，获第四届“中华优秀出版物奖”。[參⁠ 9]